# Tamberu Timur
Tamberu Timur is een bestuurslaag in het regentschap Sampang van de provincie Oost-Java, Indonesië. Tamberu Timur telt 2249 inwoners (volkstelling 2010).